# Пухлина морди тасманійських дияволів

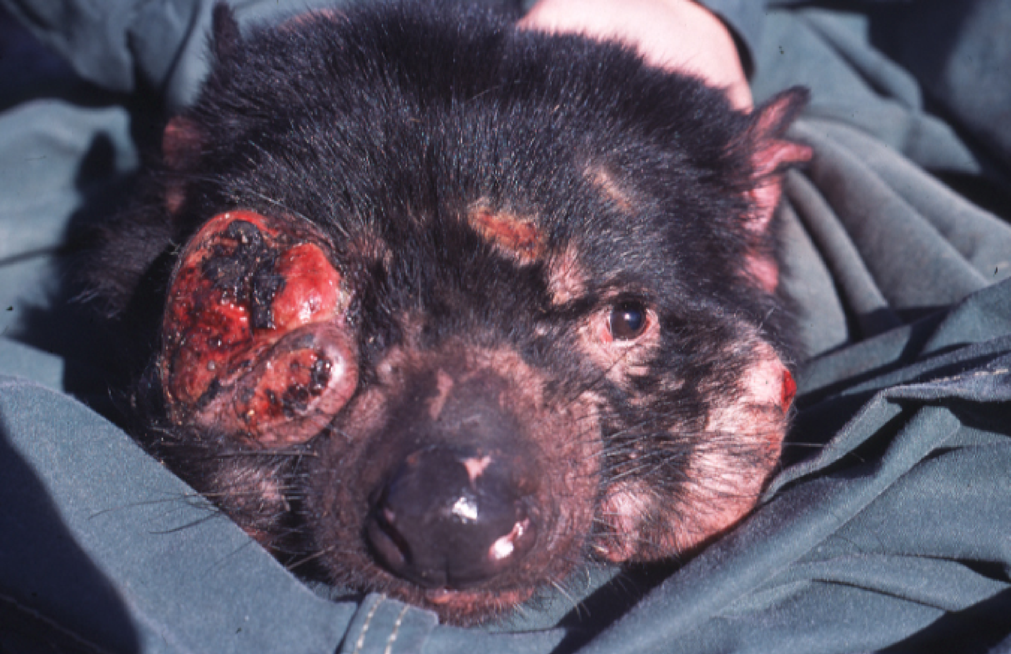
Пухлини, спричинені DFTD, на морді тасманійського диявола

Хвороба пухлин морди диявола (англ. Devil facial tumour disease, DFTD) — агресивний невірусний тип трансмісійного раку, що уражає тасманійських дияволів. Перший випадок цієї хвороби був зареєстрований в 1996 році на північному сході Тасманії. Протягом наступного десятиліття хвороба поширилася на більшу частину ареалу дияволів (точніше її східні та центральні райони), втричі скоротивши популяцію до 2008 року, без будь-яких ознак уповільнення її поширення. Локальні популяції, уражені хворобою першими, зазнали до 90 % летальності з майже повним зникненням дорослих особин.
Видимі ознаки DFTD починаються з виникнення патологічних тканин, зокрема щільних бугорків, в районі рота тварини. Пізніше ці первинні пухлини розвиваються та можуть вкрити всю морду, а пізніше й інші частини тіла. Розвинуті пухлини заважають дияволу харчуватися, через що тварина помирає.
Рак може бути спричинений вірусом, але цей випадок унікальний в тому, що його агентом є власне ракові клітини. Відомі лише дві подібні хвороби (разом відомі як трансмісійний рак), перша — інфекційна венерична пухлина собак (canine transmissible venereal tumor, CTVT), відома понад 100 років, друга — трансмісійний рак однієї з ліній лабораторних хом'яків.

## Характеристики
Хвороба пухлин морди диявола є нейроендокринною пухлиною, що характеризується ідентичним каріотипом (13 хромосом у клітинах пухлин порівняно з 14 в здорових клітинах), ідентичними хромосомними перестановками та генетичною схожістю. Ці дані вказують на те, що всі пухлини всіх дияволів є клонами єдиної клітини, не рідної до кожної зараженої тварини. Тобто власне ракові клітини і є агентом, а лінія ракових клітин розмножується клонально.
Відомо, що мале генетичне різноманіття популяції сприяє поширенню різних хвороб та утруднює адаптацію до нових умов, тому що не залишає засобів організму видозмінюватися. У випадку DFTD, критичним є головний комплекс гістосумісності (англ. major histocampartibility complex, MHC), найбільш варіабельна частина геному ссавців, що відповідає за розпізнавання клітин по типу «свій» — «чужий». Хоча прямих свідоцтв важливості MHC для запобігання хворобам відомо мало, одним з них є саме приклад DFTD. Популяція тасманійських дияволів відрізняється дуже малим генетичним різноманіттям, меншим за інших хижих сумчастих та планцентарних хижаків. Всі дияволи зі східної частини острова, де поширена хвороба, характеризуються «функціонально ідентичними» генами MHC, таким чином, трансплантовані клітини іншої тварини не вважаються імунною системою «чужими», саме так відбувається і з клітинами DFTD.
DFTD є дуже рідкісним захворюванням. Існує, проте, велике число клональних популяцій тварин, що мають мінімальне генетичне різноманіття, де могли б поширюватися подібні хвороби. Ймовірно, причиною їхньої рідкості є те, що найчастіше, за принципом «храповика Мюллера», ракові клітини швидко набирають необоротних змін, і тому не можуть формувати стабільної клітинної лінії. З іншого боку, якщо хвороба настільки смертельна як DFTD, у разі виникнення вона може знищити локальну популяцію та таким чином зупинитися.

## Вплив на популяцію

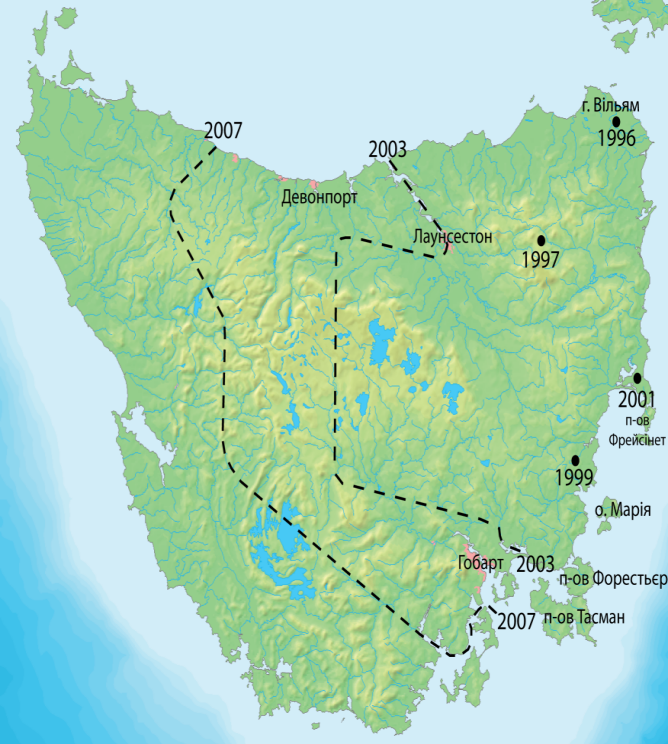
Мапа поширення хвороби. Показані зареєстровані випадки до 2001 року і межа поширення станом на 2003 і 2007 рік.

Пухлинні хвороби зазвичай нездатні спричинити вимирання виду. У більшості випадків існує мінімальних поріг популяції, нижче за який кожна заражена особина передає хворобу в середньому менш ніж одній особині. У такому випадку патоген зникне швидше за хазяїна. Проте, подібна картина відбувається лише якщо поширення хвороби залежить від щільності хазяїв. Якщо ж швидкість поширення не залежить або слабо залежить від щільності, швидкість поширення хвороби не змінюється із падінням чисельності хазяїна і мінімального порогу існування хвороби не існує. Така ситуація, порівнюється з поняттям, відомим як незалежна від частоти інфекція, характерна, зокрема, для хвороб, що передаються статевим шляхом, через те, що число статевих партнерів визначається системою спаровування, а не щільністю популяції. Коли ж популяція скорочується занадто сильно, тварини втрачають можливість зустрічати партнерів для розмноження, і популяція вимирає.
У випадку DFTD, існують дуже обмежені свідоцтва про механізм поширення цієї хвороби в природі. Найбільш ймовірним є так звана теорія алотрансплантації, тобто передача ракових клітин через укуси, часті як під час бійок між самцями за самок, під час сумісного пожирання їжі та під час агресивного спаровування. На це вказують, зокрема, висока частота укусів під час шлюбного періоду та майже повна відсутність хвороби у тварин, що не досягли статевої зрілості.  Так, в районах, де DFTD відома давно, скорочення популяції тасманійських дияволів з моменту виникнення хвороби склало близько 90 % та продовжується швидкими темпами. Ситуація погіршується тим, що за оцінками хвороба пошириться на весь ареал протягом наступних 4-10 років.

## Заходи запобігання хворобі
Заходи запобігання інвазивним хворобам диких тварин зазвичай дуже обмежені. Зазвичай виділяють чотири можливості: ізоляція здорових особин для відновлення популяції у разі вимирання, знищення або карантин хворих особин, селекція резистентності до хвороби та розробка вакцини, якщо це дійсно інфекційна хвороба.
Ізоляція стала першим кроком, здійсненим для боротьби з DFTD. Проте, утримання тварин в зоопарках та іншим чином в неволі викликає зміни поведінки та, можливо, навіть селекцію певних особливостей, що зменшать можливості подальшого виживання популяції. Іншою можливістю є інтродукція тасманійських дияволів на території, де він не мешкав раніше. Такими в першу чергу є острови навколо Тасманії, тваринний світ яких співіснує на Тасманії з дияволом, і таким чином інтродукція скоріш за все не принесе несподіваних змін в екосистемі, хоча деякий ризик існує. Утримання здорових популяцій на огороджених територіях зазвичай занадто коштовне. У результаті було здійснене як створення огороджених районів утримання дияволів, як на Тасманії, так і в материковій Австралії, заселений островів Марія біля східного узбережжя Тасманії та відокремлений півострів Тасман, де існує здорова популяція.
Пригнічення хвороби шляхом відстрілу хворих тварин також є типовим варіантом відповіді. Проте, на той час як люди усвідомили загрозу від DFTD, хвороба вже поширилася на велику територію, і ефективність таких кроків була б малою. Тим не менш, організовані спроби усунення всіх хворих тварин на ізольованому півострові Форестьєр, проведені Департаментом первинного виробництва і водних ресурсів, привели до уповільнення поширення, хоча, ймовірно, невелика частина хворих тварин залишилася.
Селекція резистентності також є однім з напрямків досліджень, проте поки що без успіху. Один з досліджених дияволів, здавалося, мав імунітет проти хвороби, але при повторному зараженні все ж таки на його морді виникли пухлини. Деякі сподівання пов'язані з тим, що популяція тасманійських дияволів на заході острова має невеликі генетичні відмінності від дияволів східної частини, як було показано на основі аналізу мікросателітів. Проте невідомо, чи цих відмінностей буде достатньо для виникнення резистентності проти хвороби, і чи не зміниться сама хвороба для подолання можливої резистентності. Так, зараз відомо 9 штамів хвороби, тобто подібні зміни здаються можливими.
Розробка вакцини є ще одною можливістю боротьби з інфекційною хворобою. Зараз існує дуже мало вакцин проти вірусного раку, хоча генетична ідентичність клітин DFTD начебто дозволяє таку можливість. Контраргументом є те, що хвороба, що не розпізнається імунною системою, не приводить до утворення антитіл, як це відбувається при пріонних хворобах.